# Wintermute Engine
Wintermute Engine (также используется аббревиатура WME) — программная среда для создания компьютерных игр в жанре квест. Включает в себя весь необходимый инструментарий разработчика, а также средства запуска готовых игр вне среды создания.

## Описание
Wintermute Engine Development Kit — это набор инструментов для создания графических квестов с интерфейсом «point-and-click», как в традиционном 2D, так и в распространённом 2.5D-стиле (3D-персонажи на заранее визуализированных 2D-фонах).
Набор состоит из самого движка (Wintermute Engine, или WME), редакторов для создания и управления содержимым игры (инструменты WME), документации, демонстрационной игры и шаблонов.

## История разработки
Графический движок Wintermute (WME) был разработан чешским программистом Яном Недомой.
12 января 2003 была выпущена первая общественная бета-версия.
Начиная с 2013 года исходный код Wintermute Lite открыт под лицензией MIT и расположен на хостинге Bitbucket. Позднее автор открыл исходные коды Wintermute 1.x и Wintermute 2.x под той же лицензией.

## Основные возможности WME

### Разрешения и цвета
В руководстве пользователя говорится, что движок способен поддерживает практически любое разрешение. Игра может варьироваться от ретро 320×200 до современных 1024×768 (и больше).
Поддерживается глубина цвета 16-bit (hicolor) и 32-bit (true color). Игрок сможет выбрать глубину цвета, подходящую для его компьютера, и движок автоматически конвертирует отображение. Также поддерживаются разрешения широкоформатных мониторов.

### Подсистемарендеринга
WME использует 3D-ускорение для обеспечения быстрой 2D- и 3D-графики в высоком разрешении и профессиональных графических эффектов, таких как прозрачность, альфа-смешение и антиалиасинг.
На маломощных компьютерах WME работает в так называемом «режиме совместимости», который не требует 3D-ускорения, но все профессиональные графические эффекты отключаются.
По умолчанию рендер осуществляется подсистемой Direct3D 8, но возможно также использование более совершенного Direct3D 9.

### Инструменты разработки
Для облегчения и ускорения разработки, WME предлагает набор инструментов для дизайна игровых сцен, анимации и для управления содержимым проекта. Инструменты работают на самом движке, поэтому они позволяют видеть всё таким же, каким оно будет в игре.
Следующее поколение инструментов уже находится в разработке.

### Поддерживаемые форматы
Движок позволяет использовать разнообразные файловые форматы (медиаконтейнеры) для графики и звука. Он также имеет собственные форматы для определения игровых объектов. Графические форматы: BMP, TGA, PNG и JPEG. WME поддерживает PNG и TGA с альфа-каналом.
Звуковые форматы: Ogg/Vorbis и WAV. WME не поддерживает формат MP3 из-за проблем с лицензированием, вместо него поддерживается формат Ogg Vorbis. Любой из звуковых форматов может быть использован как для музыки, так и для звуковых эффектов. Большие файлы проигрываются потоком с жёсткого диска и не используют оперативную память компьютера. Более того, движок может проигрывать видео в форматах Ogg Theora и AVI, включая отображение автоматических субтитров (формат SUB).
Видео в формате AVI проигрывается при условии, что в системе пользователя установлены нужные кодеки, в то время как Ogg Theora поддерживается самим движком.

### Язык скриптов
WME снабжен гибким, объектно-ориентированным языком скриптов, который позволяет добавить в игру практически любую возможность.
Все игровые объекты поддерживают набор методов и атрибутов для лёгкого доступа к внутренним процессам движка. Пользователь также может создавать свои собственные объекты и усовершенствовать встроенные методы, подстроив их под свои нужды.
Язык скриптов использует общий синтаксис с языком C, похожий на JavaScript, C++, Java и PHP.

### Параллаксный скроллинг
Многослойный параллаксный скроллинг для сцен изначально поддерживается движком и инструментом разработки дизайна сцен. Для использования этой функции не требуется дополнительных скриптов.

### Пакеты
Когда игра готова, она может быть скомпилирована в один или несколько пакетов. Пакетные файлы содержат все игровые ресурсы в сжатой форме, имеется возможность распределить ресурсы по пакетам, например, сделать отдельный пакет для звуков/речи, или распределить разные эпизоды игры в разные пакеты, что теоретически способствует более гибкой локализации готового продукта под конкретные языки или распространению игр по главам.
Пакеты имеют разный приоритет, который может быть использован при выпуске патча к игре. Пакет с патчем будет состоять только из измененных файлов и у него будет более высокий приоритет чем у оригинального пакета. Движок в этом случае будет использовать новые файлы.
В процессе разработки не нужно снова и снова компилировать игру. Движок может оперировать несжатыми ресурсами напрямую с жёсткого диска для ускорения тестирования и выявления ошибок.

### Поддержка 3D персонажей
WME поддерживает использование 3D персонажей в реальном времени. Это позволяет разработчикам создавать высокохудожественные квесты, совмещающие 2D-окружение с 3D-персонажами, похожие на такие игры, как Syberia или The Longest Journey.

### Пользовательский интерфейс
При помощи различных элементов управления (таких как окна, кнопки) имеется возможность построить пользовательский интерфейс игры, например, окно сохранения/загрузки, окно настроек, инвентарь и т. д. Все элементы управления могут использовать скины, чтобы подходить внешнему виду игры.

### Поддержка локализаций
WME позволяет переводить игру на другие языки. Локализация не ограничивается текстом, возможно использование локализационных пакетов, содержащих локализованную графику, шрифты и даже звук.

#### Локализация технического руководства
Доступен перевод документации WME 1.7.3 на русский язык (справка по функциям переведена частично).

## Известные игры на WME
- The White Chamber
- The Lost Crown: A Ghost-Hunting Adventure
- Hamlet or the last game without MMORPG features, shaders and product placement